# Fiodor Gołowko
Fiodor Jewmienowicz Gołowko, ros. Федор Евменович Головко (ur. ? w stanicy Rogowskaja w Rosji, zm. 11 lipca 1974 w Paryżu) – rosyjski wojskowy (pułkownik), dowódca 9 sotni 1 kozackiego pułku kawalerii, 2 batalionu, a następnie 1 batalionu 1 pułku Rosyjskiego Korpusu Ochronnego podczas II wojny światowej
W 1915 r. ukończył szkołę kawaleryjską w Jelizawetgradzie. W 1918 r. przystąpił do białych. Był dowódcą 3 górsko-mozdowskiego pułku kawalerii Kozaków terskich. Po ewakuacji wojsk białych z Krymu do Gallipoli w listopadzie 1920 r., zamieszkał w Królestwie SHS. Przeszedł wyższe kursy wojenno-naukowe organizowane w Paryżu przez gen. Nikołaja N. Gołowina. W okresie II wojny światowej podjął współpracę z Niemcami. 8 października 1941 r. wstąpił do Rosyjskiego Korpusu Ochronnego. Został w stopniu kapitana dowódcą 9 sotni 1 kozackiego pułku kawalerii. Następnie w stopniu majora objął dowodzenie 2 batalionem 1 pułku. Od 30 września 1944 r. dowodził 1 batalionem tego pułku. Był odznaczony Żelaznym Krzyżem. Po zakończeniu wojny wyjechał do francuskiego Maroka, a następnie przeniósł się do Francji, gdzie zmarł 11 lipca 1974 r.